# Architecture à Montréal
L'architecture à Montréal est caractérisée par son éclectisme. En tant que l'un des plus anciens établissements européens en Amérique du Nord, Montréal conserve la trace d'un passé d'abord français, dont l'architecture vernaculaire s'est solidement implantée avant la révolution industrielle. À compter du XIXe siècle, l'influence britannique est omniprésente, influence qui devient plus américaine au XXe siècle. Avec la construction de la Place Ville-Marie, du métro et la tenue de l'Exposition universelle de 1967 et des Jeux olympiques d'été de 1976, Montréal adopte le style international.

## Régime français

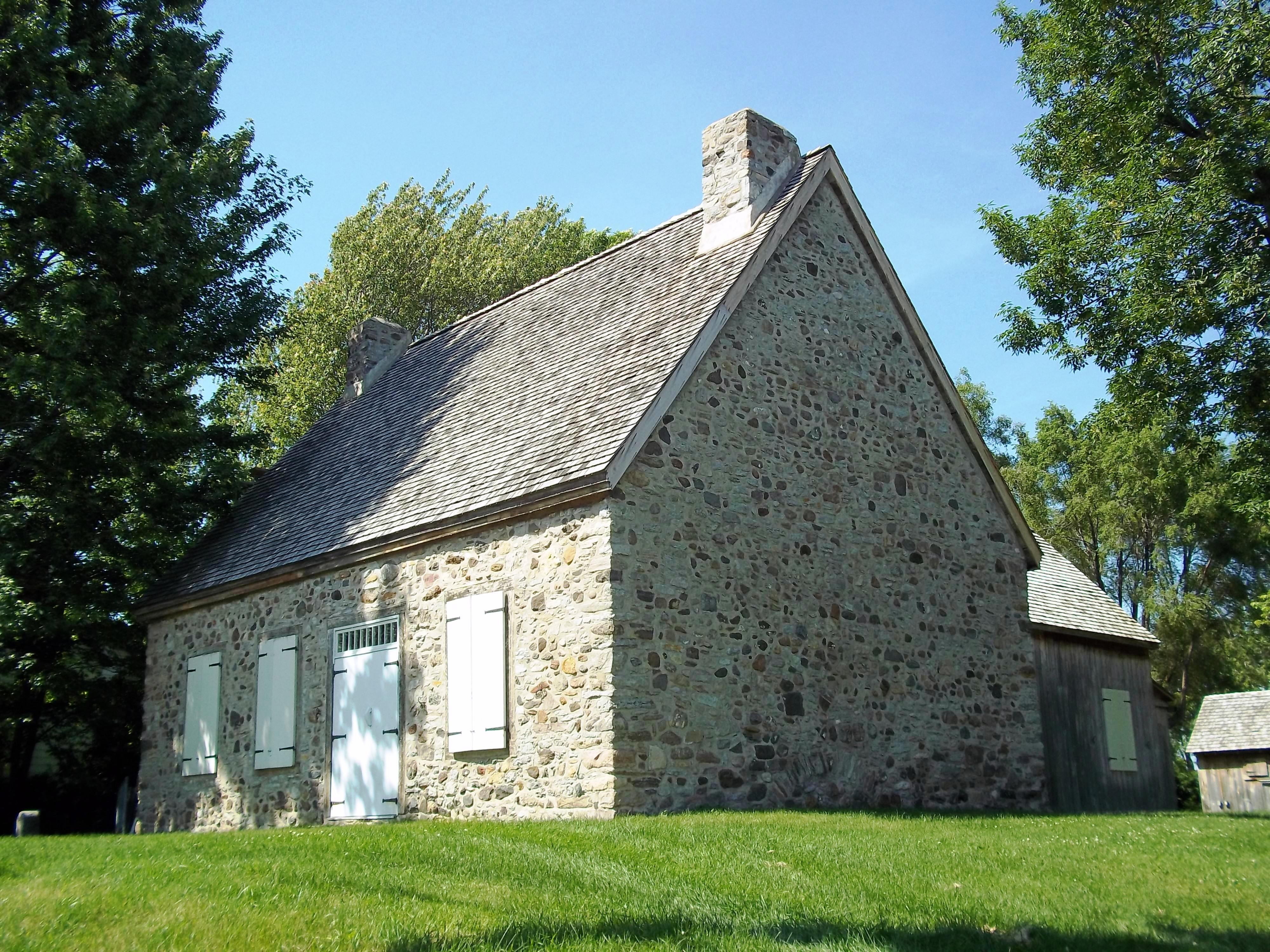
La maison Le Ber-Le Moyne, construite en 1669.

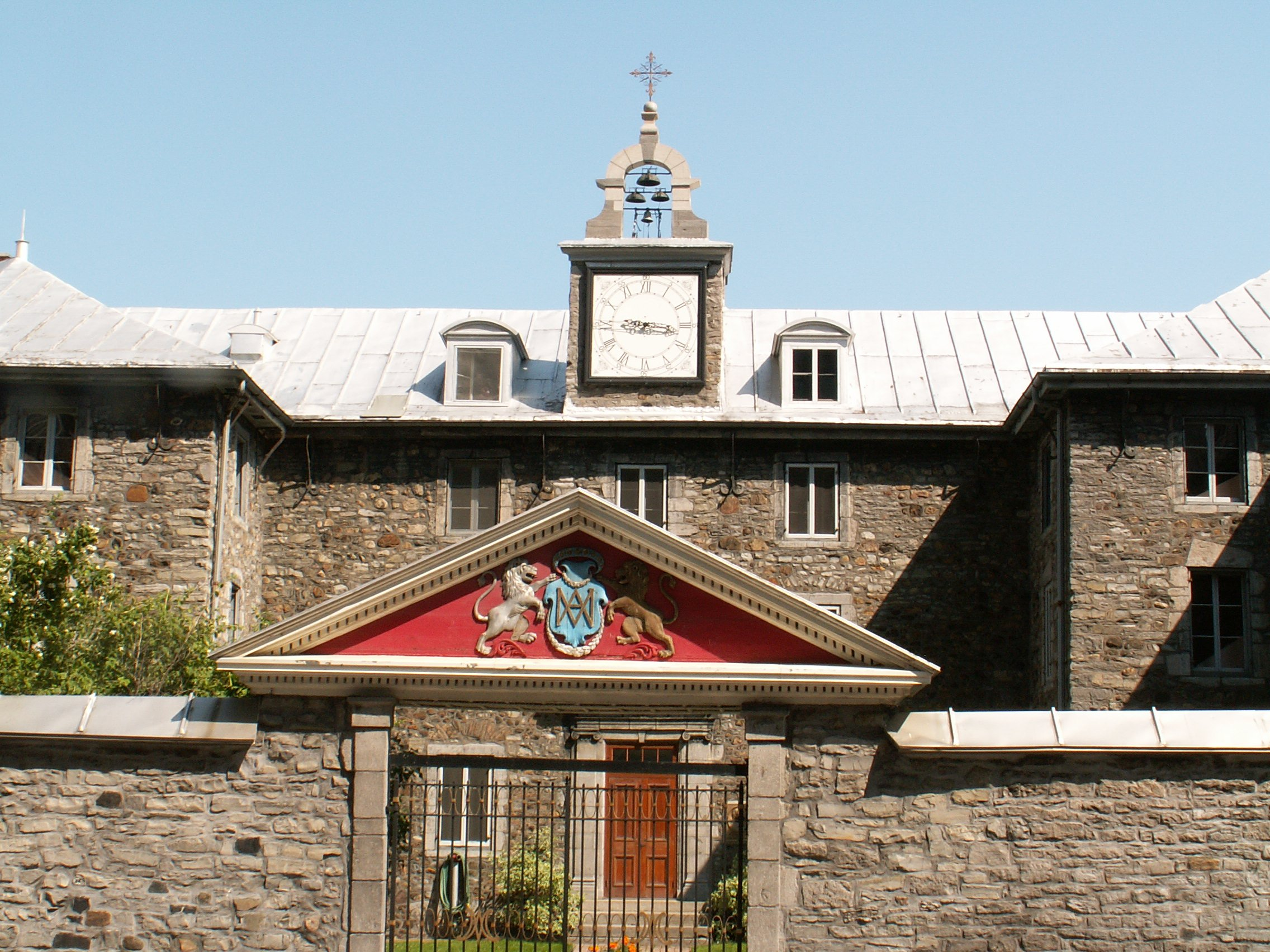
Façade du Vieux Séminaire de Saint-Sulpice, dessiné en 1684 par François Dollier de Casson.

Bien que fondée à la confluence de la rivière Saint-Pierre et du fleuve Saint-Laurent, le 17 mai 1642, c'est un peu plus à l'ouest, à Lachine, qu'on retrouve le plus vieil exemple d'architecture du Régime français qui ait survécu jusqu'à nos jours sur l'île de Montréal. Située en amont des rapides de Lachine face au Lac Saint-Louis, la maison LeBer-LeMoyne, construite en 1669, servait de magasin à fourrures pour les commerçants Jacques Le Ber et Charles Le Moyne.
La maison, comme beaucoup de constructions sous le Régime français, est formée de murs épais formés de moellons grossièrement équarris et noyés dans le mortier. Largement inspirée par l'architecture rurale et bourgeoise de la Bretagne, de la Normandie et de l'Île-de-France, la pratique s'adapte toutefois aux conditions climatiques rigoureuses qui limitent par exemple le nombre et la taille des fenêtres et requiert l'érection systématique de cheminées.
Le plus vieil édifice dans l'arrondissement Ville-Marie est le Vieux Séminaire de Saint-Sulpice, seul survivant du XVIIe siècle dans le Vieux-Montréal. Depuis son ouverture en 1687, il héberge sans interruption la Compagnie des prêtres de Saint-Sulpice, à qui l'on avait concédé l'île de Montréal en 1663. L'administration du territoire devenant de plus en plus complexe, le supérieur de la congrégation François Dollier de Casson dessine lui-même l'édifice devant servir de manoir seigneurial. 
Le bâtiment en « U » s'inspire des hôtels particuliers de l'architecture classique française du XVIIe siècle. Il comprend une cour d'honneur ainsi qu'une horloge extérieure, installée en 1701, qui serait la plus ancienne sur le continent au nord du Mexique. Le bâtiment sera agrandi et modifié à plusieurs reprises au cours des 150 années qui suivront sa construction, d'abord sous l'impulsion de François Vachon de Belmont, qui dirigera l'érection de la deuxième phase au début du XVIIIe siècle, puis de John Ostell, qui, en 1848, reconstruit l'aile Est en style néoclassique.
Plusieurs autres édifices construits pour le compte des communautés religieuses montréalaises ont aussi traversé l'épreuve du temps. C'est notamment le cas de la Maison Saint-Gabriel (1698), dans Pointe Saint-Charles, de deux tours du Fort des Messieurs (1685), sur la pente sud du mont Royal ou de l'hôpital général des frères Charon (1693), sur la rue Saint-Pierre, à l'extérieur des fortifications aménagées par Chaussegros de Léry et inspirées par l'œuvre de Vauban. Les fortifications seront détruites entre 1801 et 1817 à la demande des marchands parce qu'elles nuisaient à l'expansion du commerce.
Le Régime français se conclut par des améliorations apportées à la conception des bâtiments, mais celle-ci reste marquée par une grande sobriété, faute d'artisans et de moyens financiers. Après un grand incendie qui ravage le quart de la ville intra-muros en 1721, l'intendant publie en 1727 un édit interdisant les constructions de bois à l'intérieur des fortifications et imposant des murs mitoyens plus élevés que la toiture, donnant naissance au mur coupe-feu.
Cette hantise du feu sera une considération importante dans la reconstruction du Château Ramezay en 1756 par la Compagnie des Indes Occidentales, qui l'avait acquis de la famille de l'ancien gouverneur de Montréal, Claude de Ramezay. Les pièces y sont séparées par des murs de pierre et les planchers sont recouverts de dalles ou de tuiles. Au sous-sol, des voûtes en anse de panier sont creusées pour stocker les fourrures.

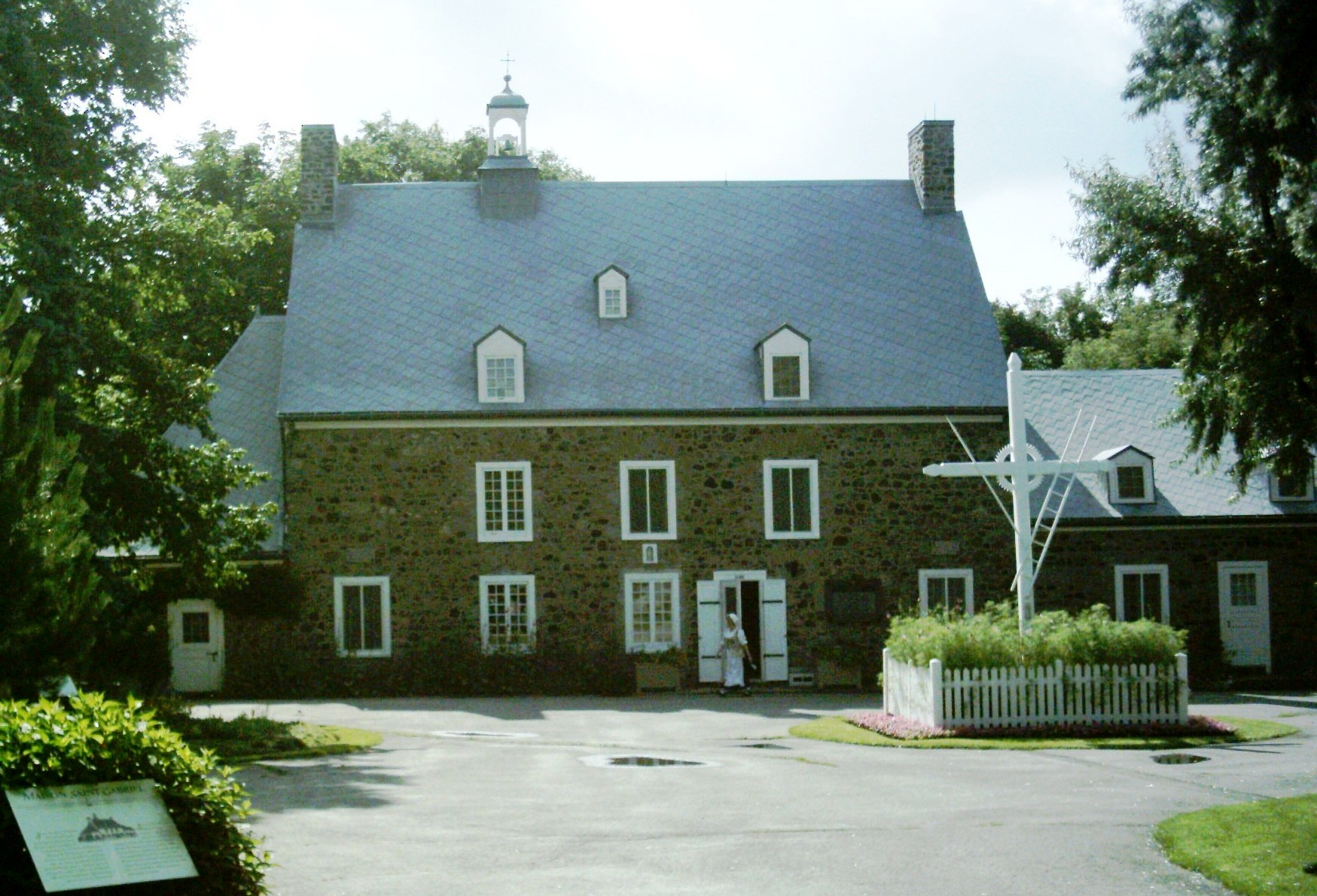
Maison Saint-Gabriel, 1698
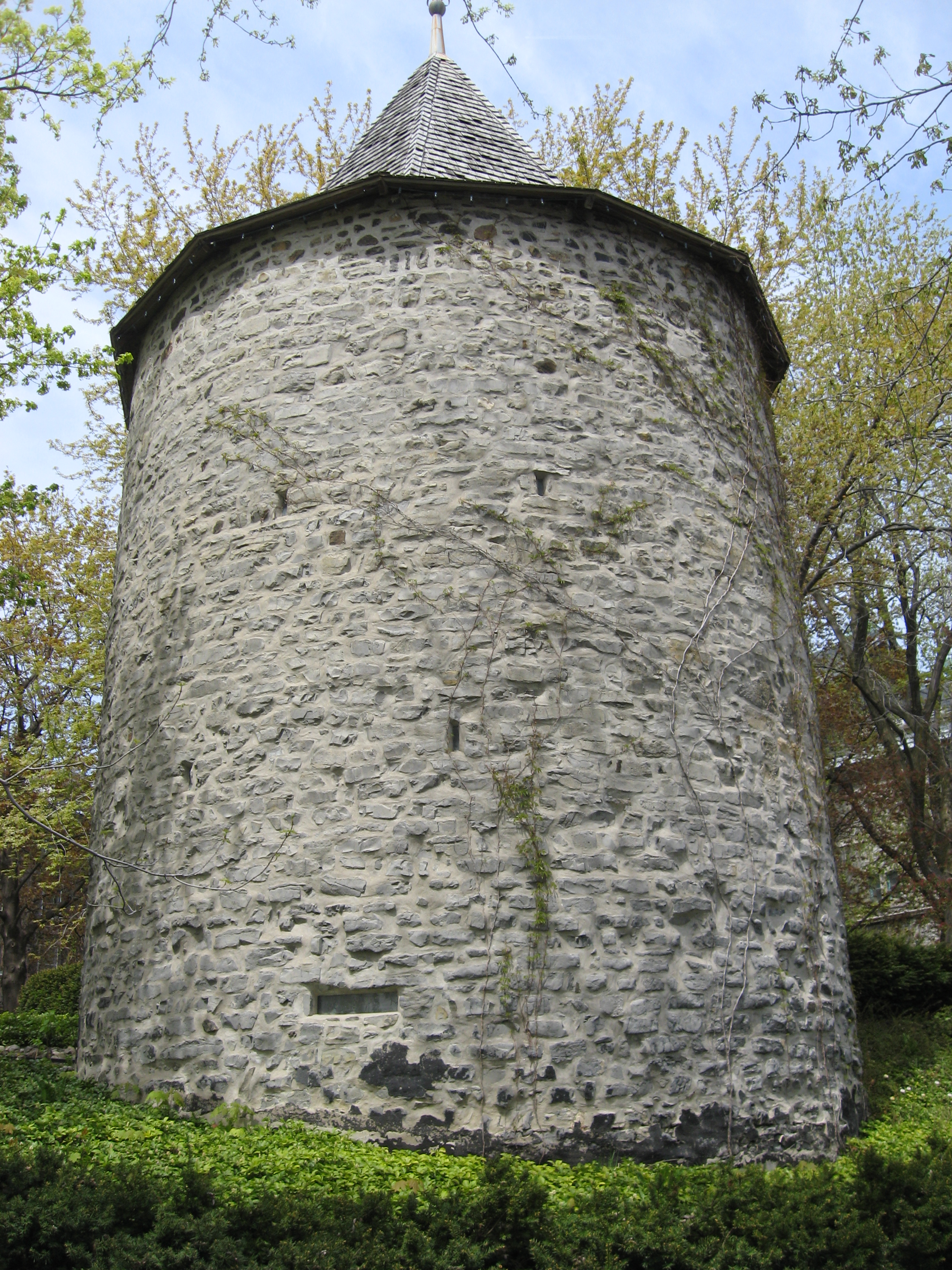
Une des quatre tours du Fort de la Montagne, 1685, François Vachon de Belmont
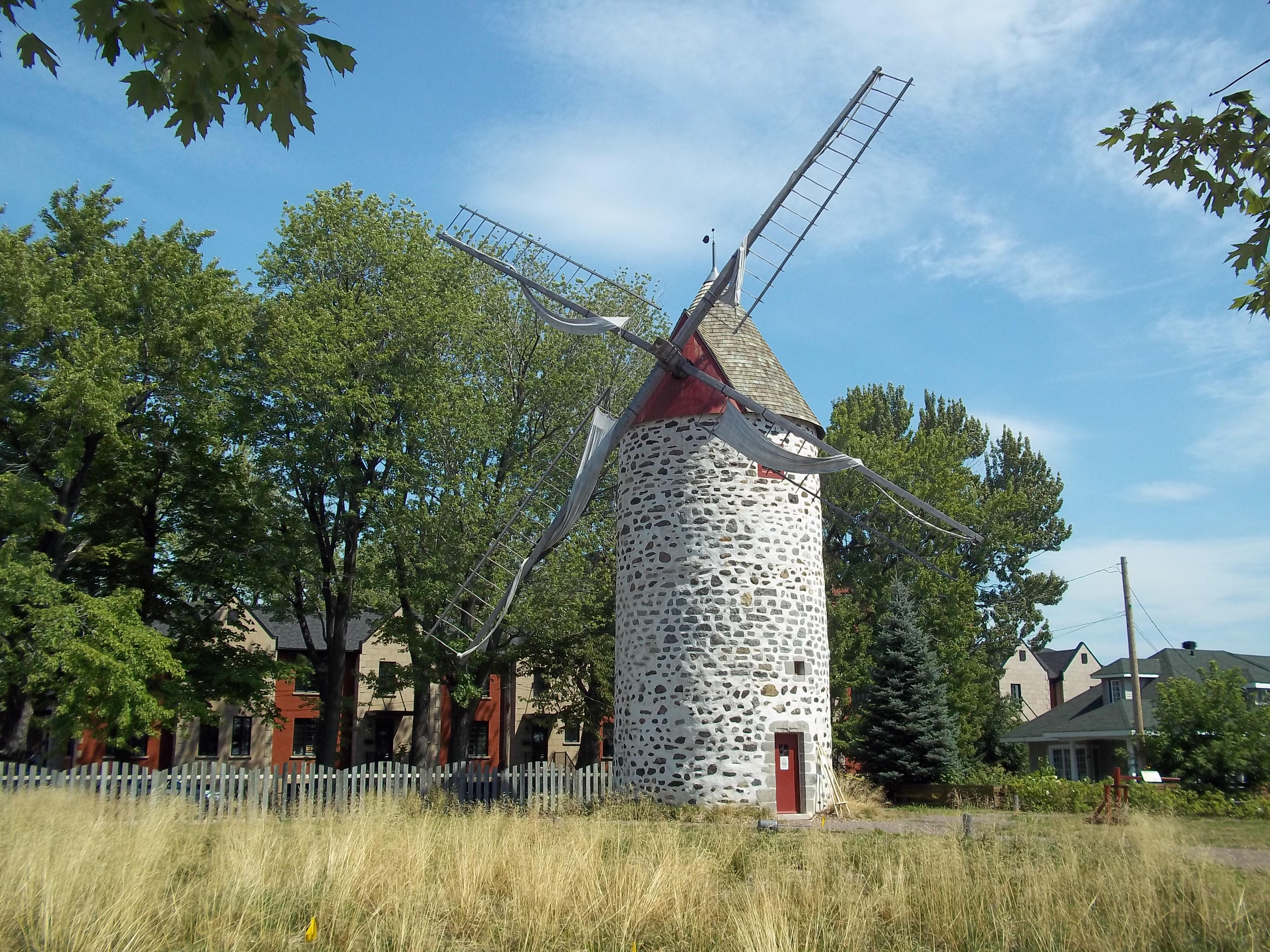
Moulin à vent de Pointe-aux-Trembles, 1719
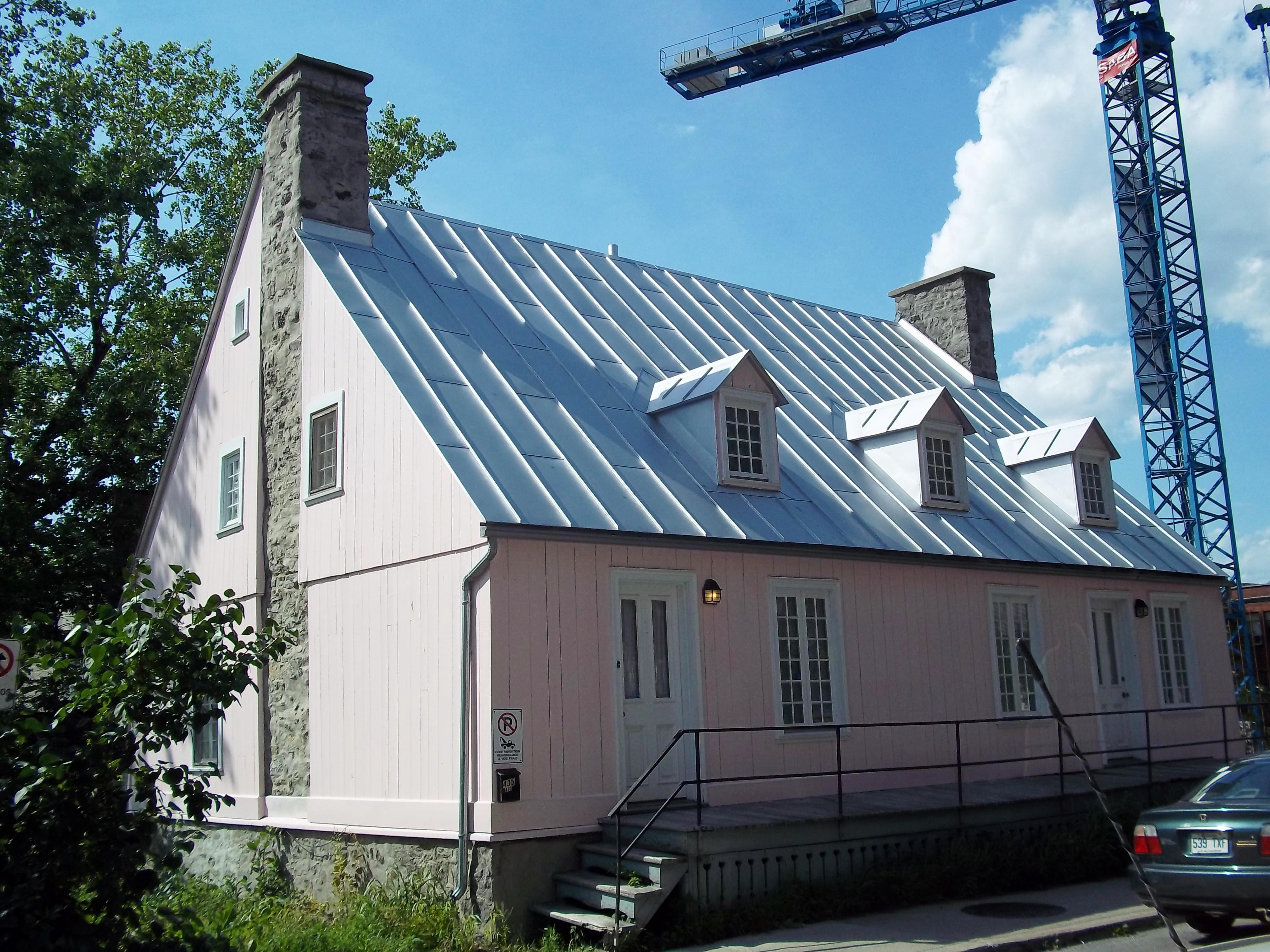
Maison Brossard-Gauvin, 1749
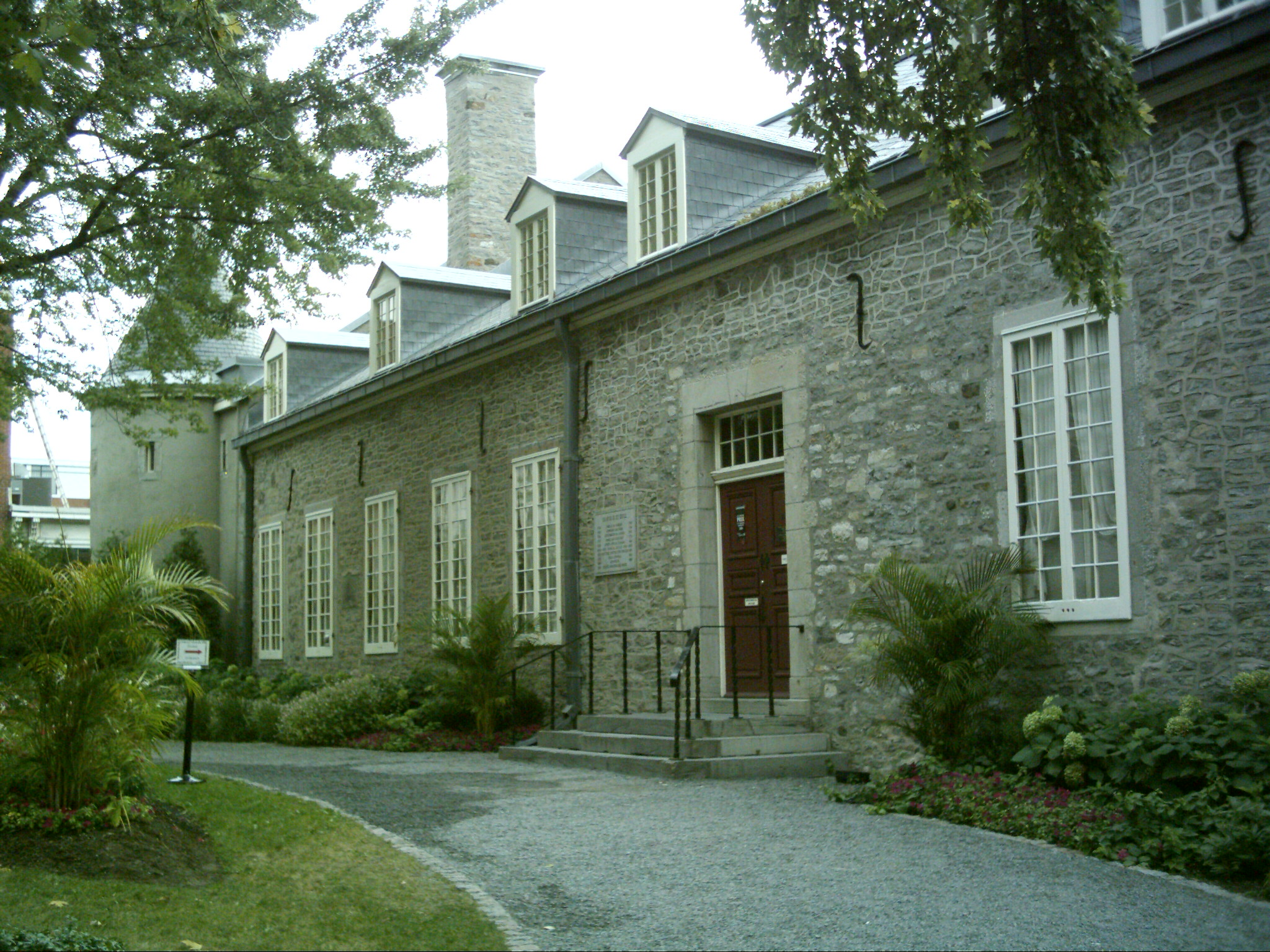
Château Ramezay, 1756

## Les escaliers de duplex et triplex
Les escaliers de duplex et triplex sont un élément architectural unique à Montréal. Essentiellement à l'extérieur selon le modèle nord-américain avec une entrée indépendante située en façade, les rampes sont de fer forgé et les marches en bois. Leur forme varie beaucoup d'un bâtiment à l'autre.
Son origine remonte à la fin du XIXe siècle où Montréal voit sa population augmenter dû à la venue de personnes provenant des régions pour chercher du travail. Cette augmentation inquiéta le conseil de ville qui adoptera un règlement obligeant les propriétaires à conserver un petit espace vert devant les maisons, pour donner un peu plus d'oxygène aux rues et aux quartiers. Ce règlement donnera naissance à la conception de nouvelles habitations, des appartements étroits et en profondeur sur deux et trois étages, collés les uns aux autres. Ceux-ci sont moins coûteux à chauffer durant l'hiver comparé à ceux avec un espace commun intérieur puisque l'escalier est déplacé à l'extérieur et se trouve au-dessus des petits espaces verts créés en façade.
Interdit à partir des années 1940 à la suite de la formation de groupe de pression d'élite « contre ce folklore », la ville autorise la construction d'escalier extérieur vers 1980 voulant conserver le cachet du quartier. 

## La Shoebox
La shoebox house ou boîte à chaussures, est un style de maison qui s'est imposé au début du XXe siècle dans différents quartiers pour loger les familles d'ouvrier. On l'a nommée ainsi pour sa forme rectangulaire comme une boîte à chaussures.
Ce mouvement est souvent associé à celui au boom town.

## Galerie d'images

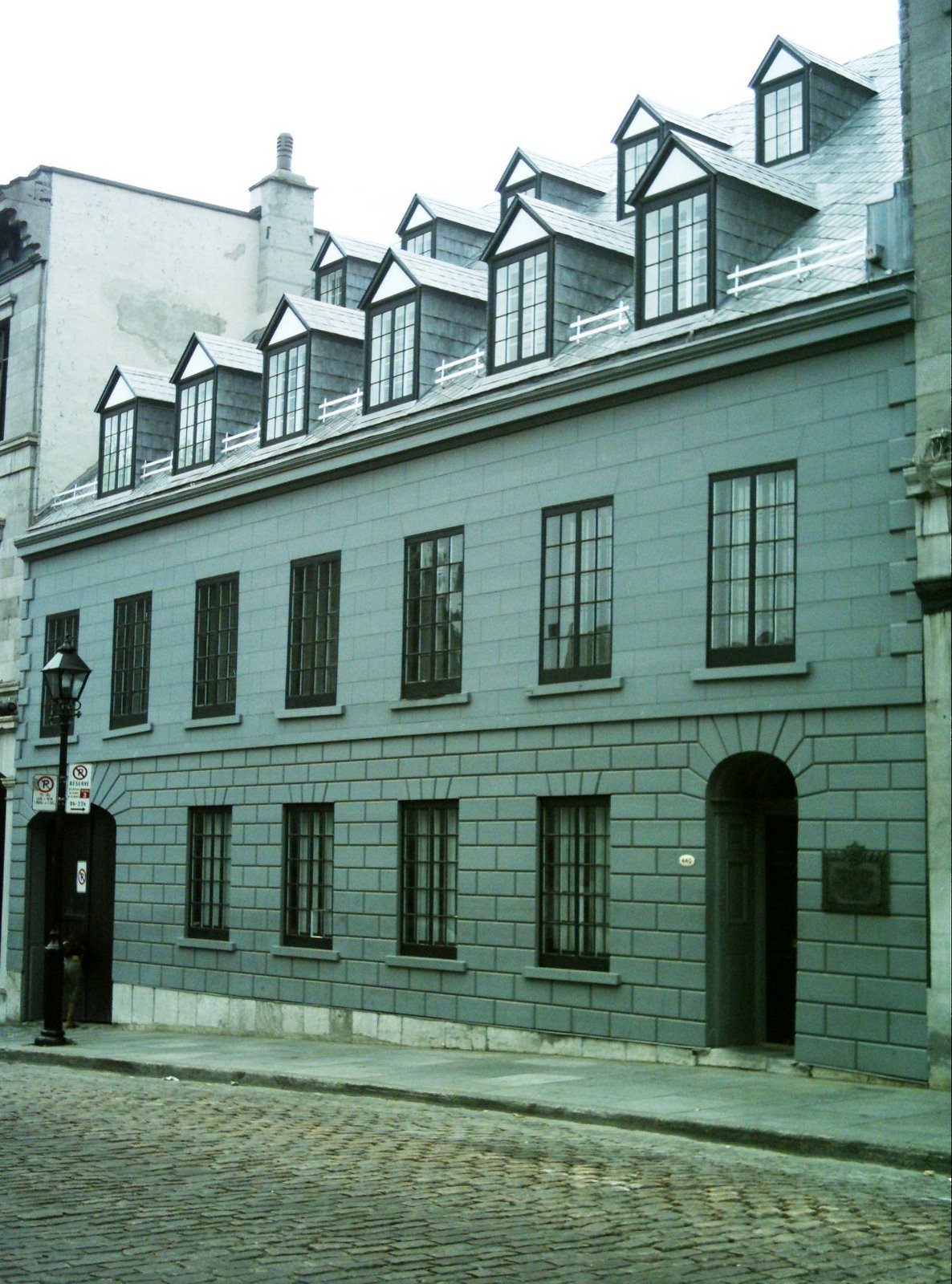
Maison Papineau, 1785
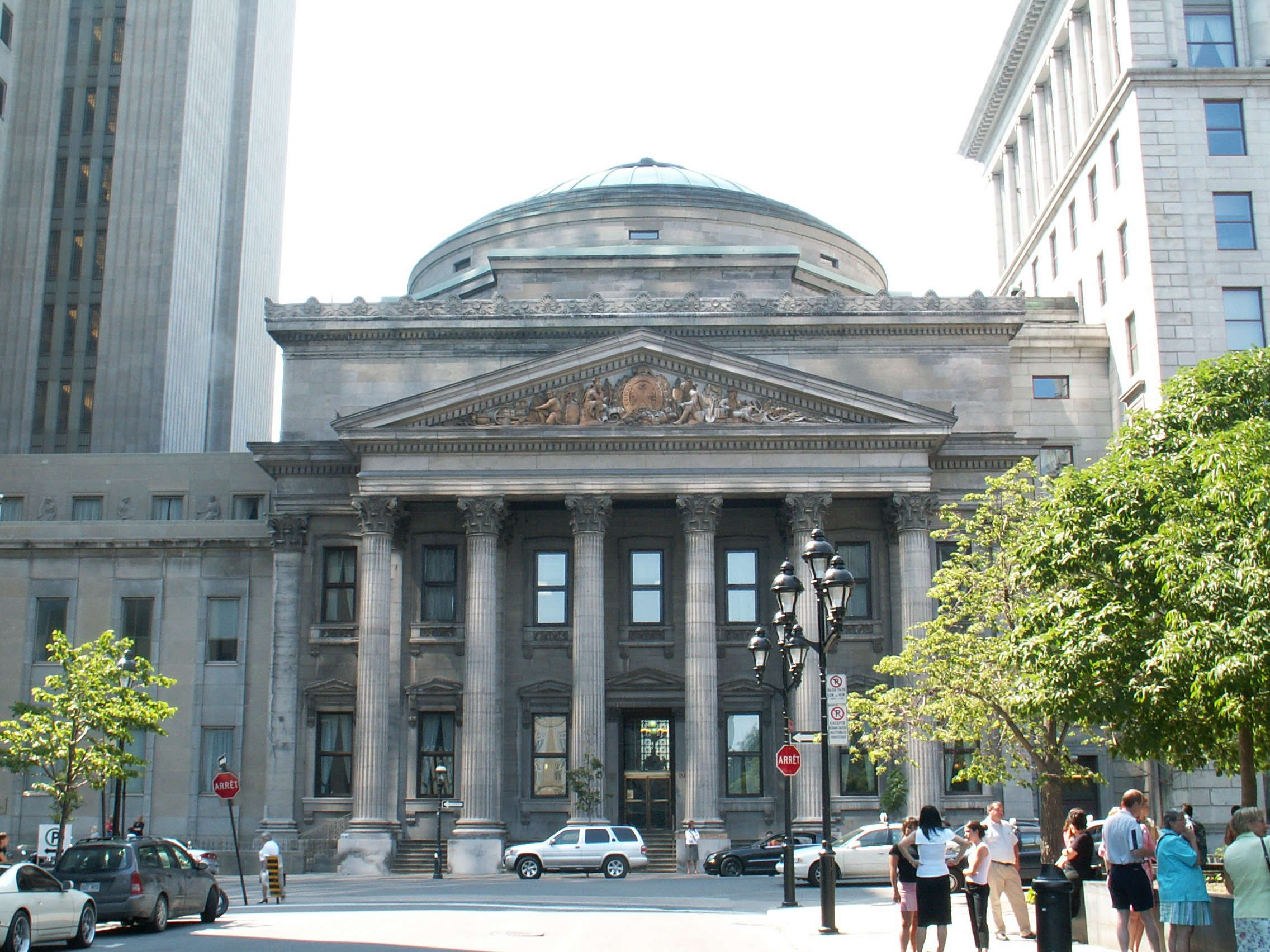
Banque de Montréal, 1845, John Wells
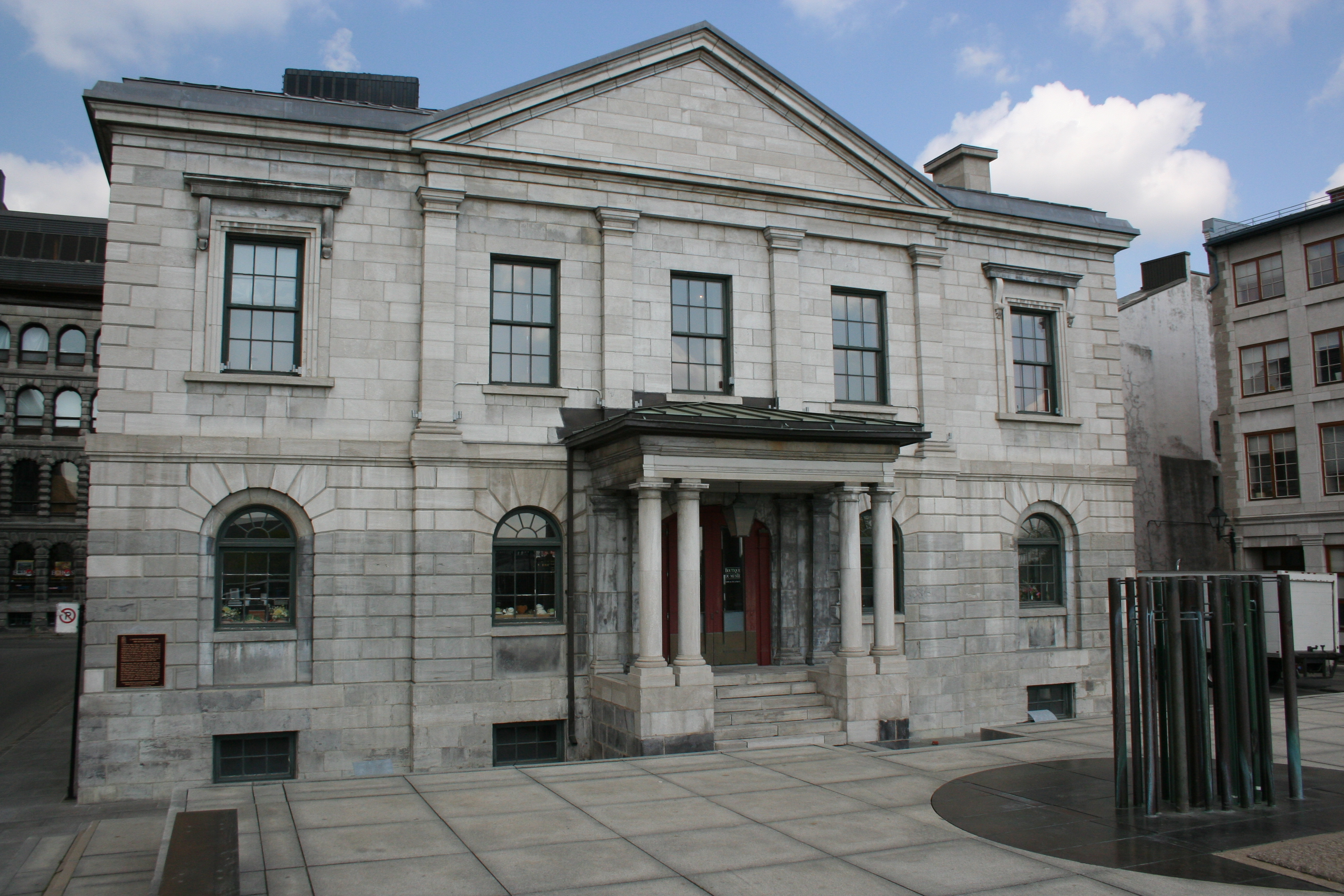
L'Ancienne-Douane, 1848, John Ostell
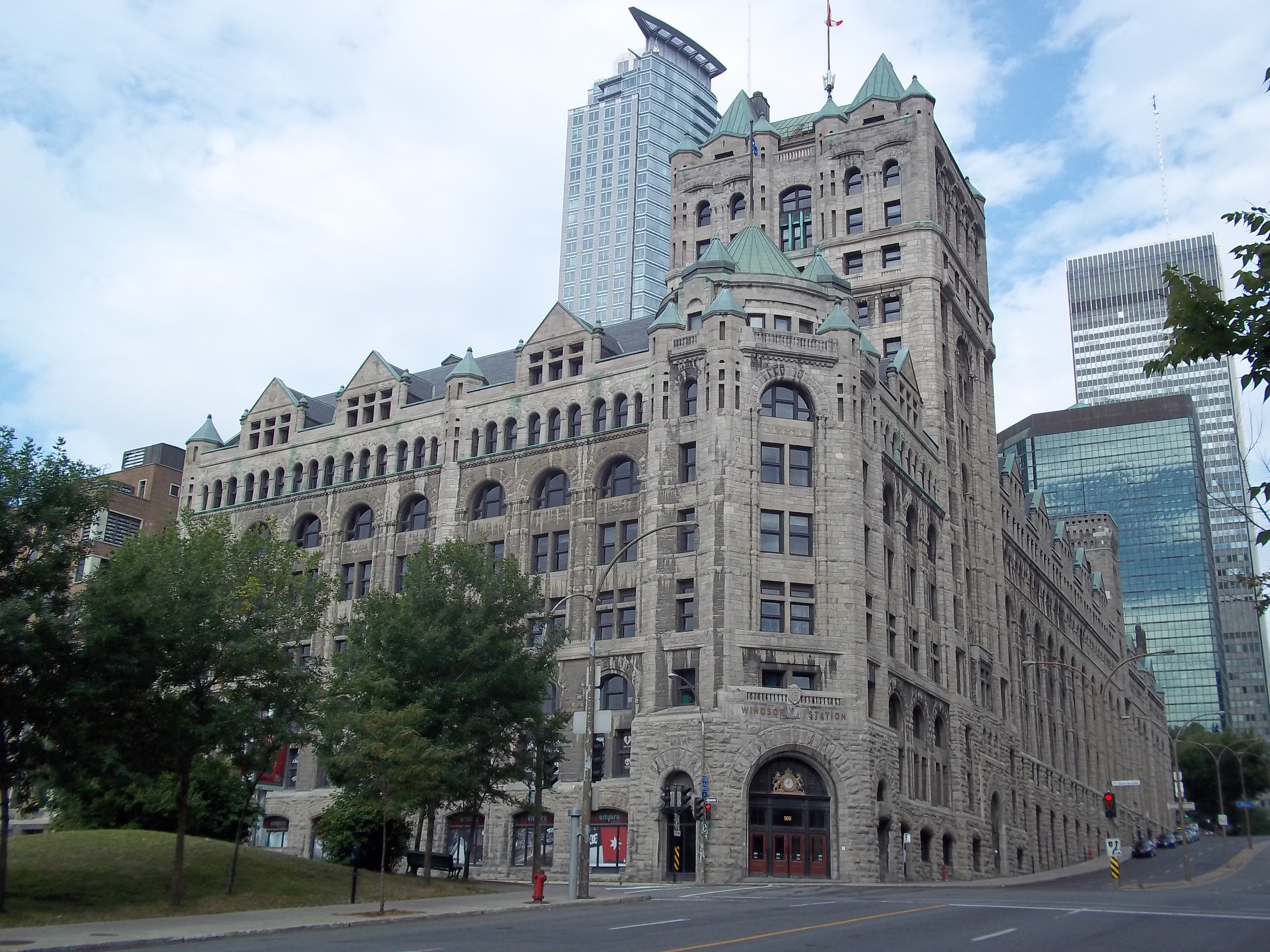
Gare Windsor, 1887, Bruce Price
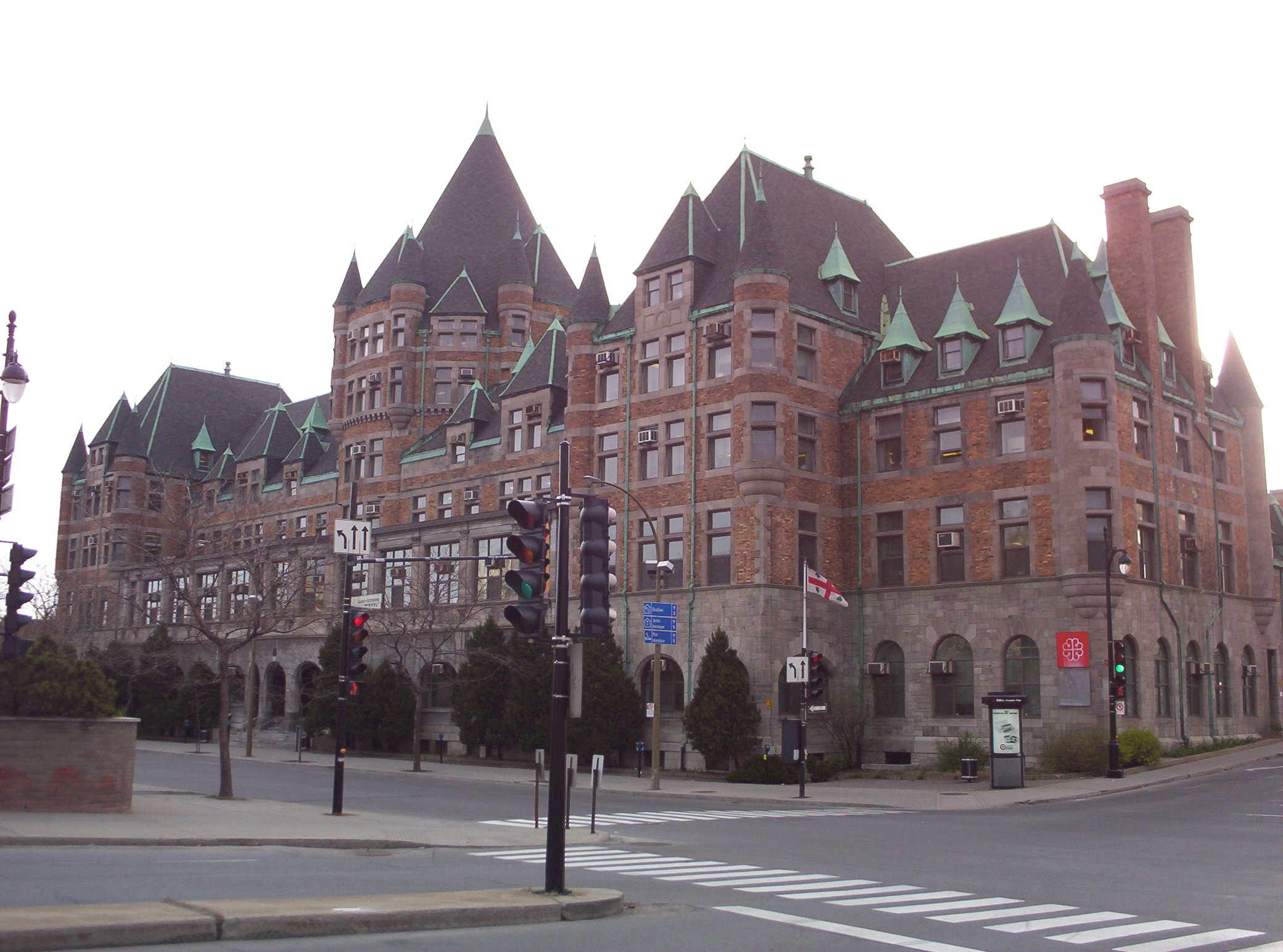
Gare-hôtel Viger, 1897, Bruce Price
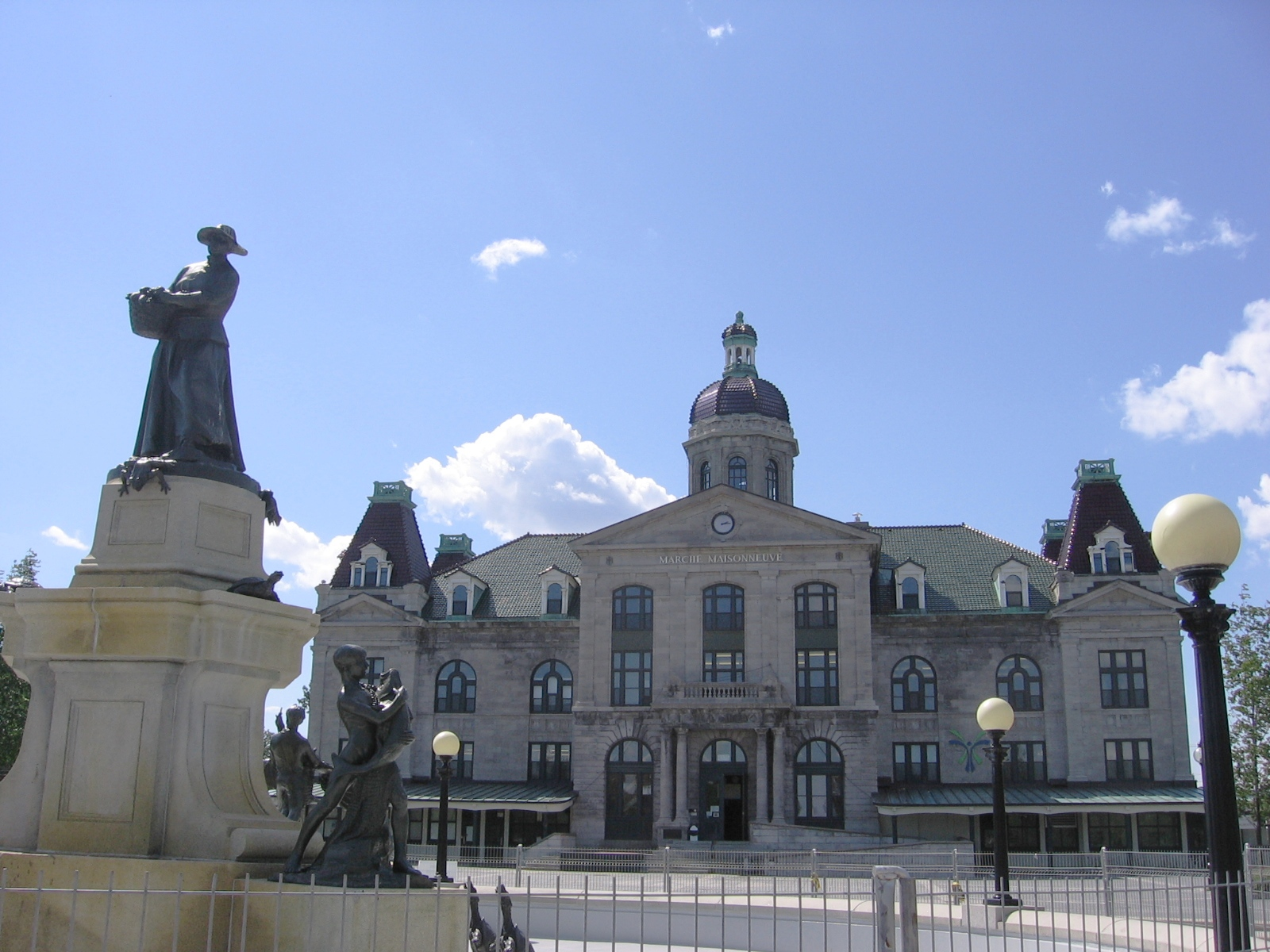
Marché Maisonneuve, 1914, Cajetan Dufort
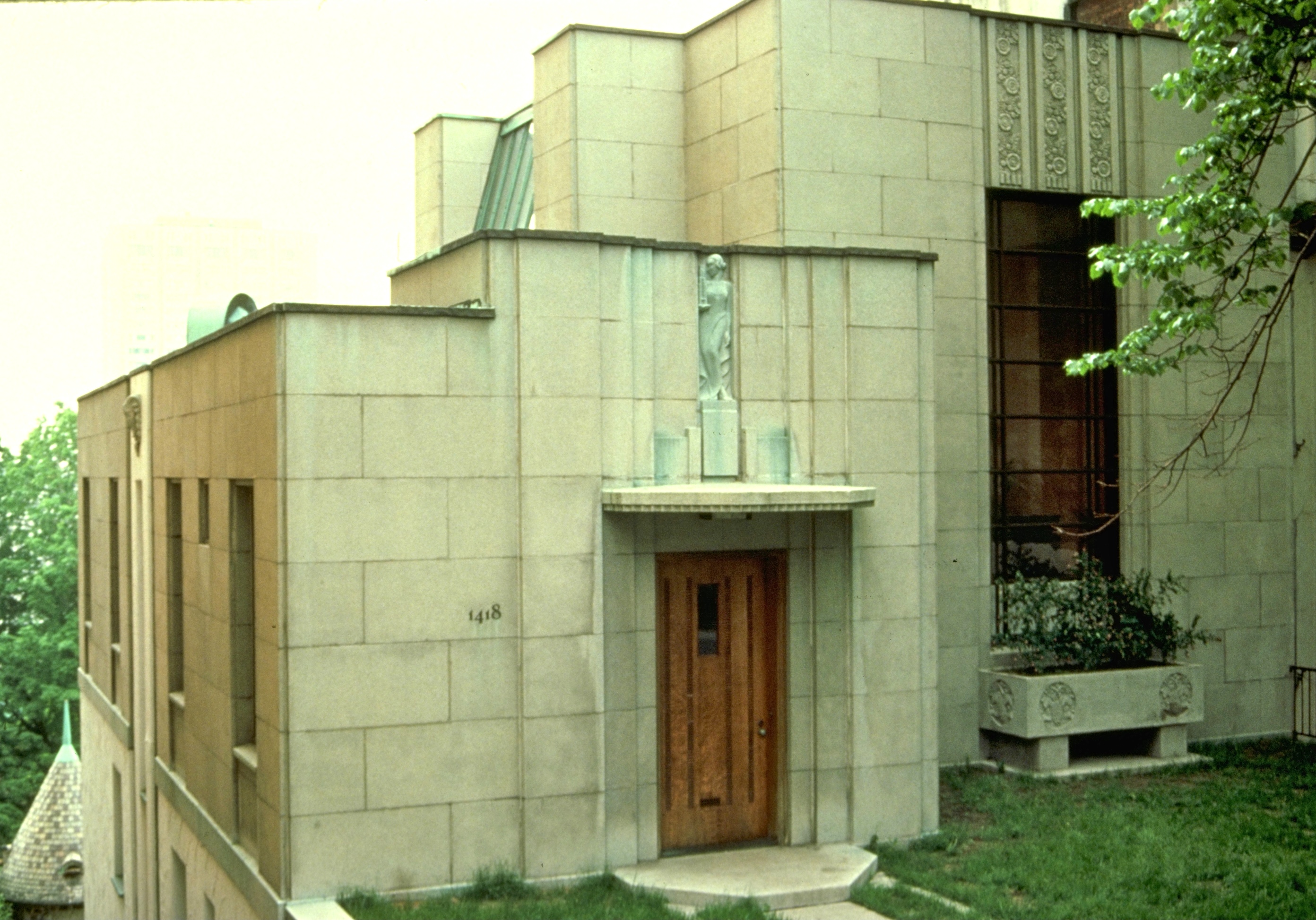
Maison Ernest-Cormier, 1930, Ernest Cormier
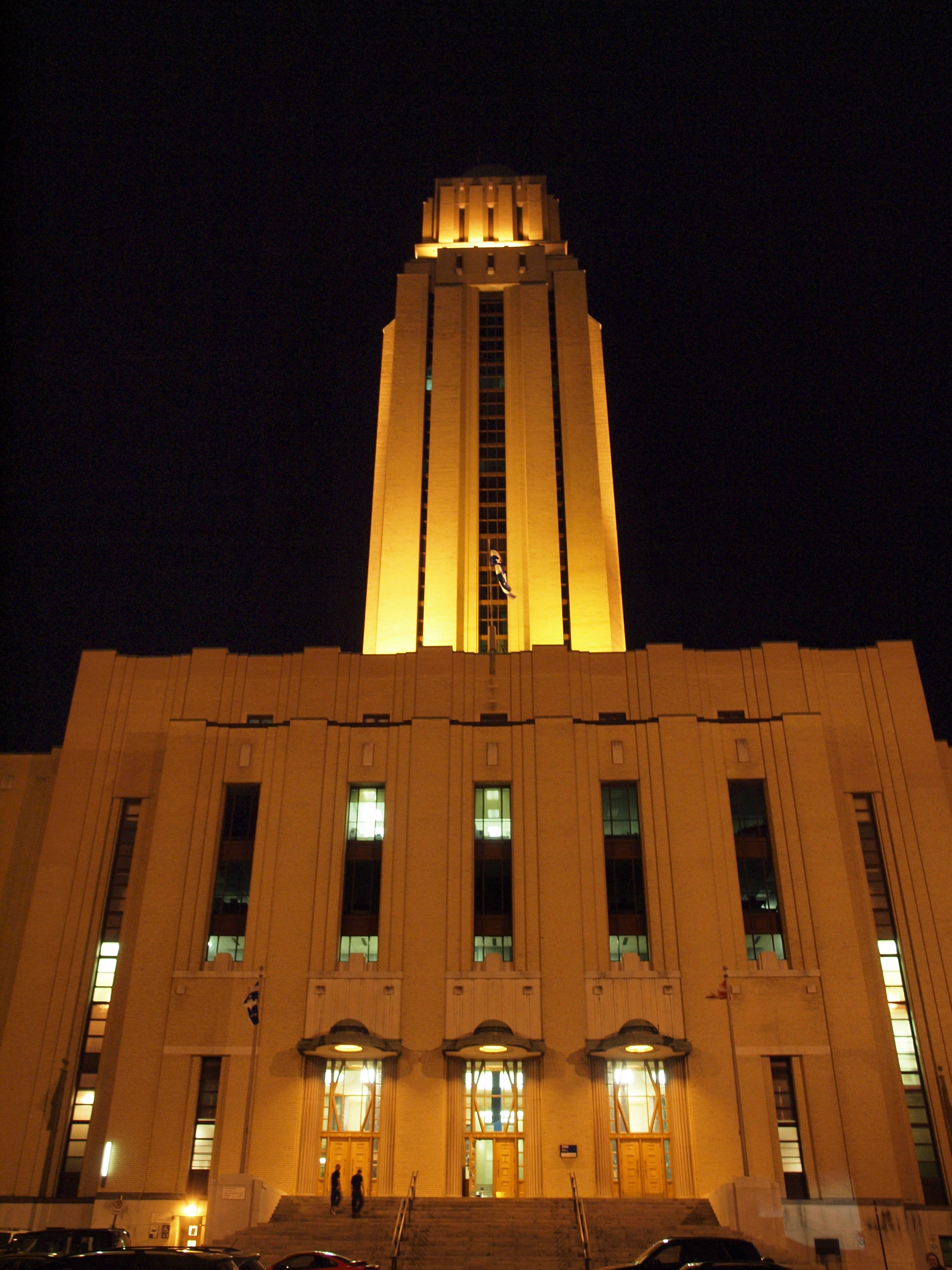
Université de Montréal, 1926-1932, Ernest Cormier
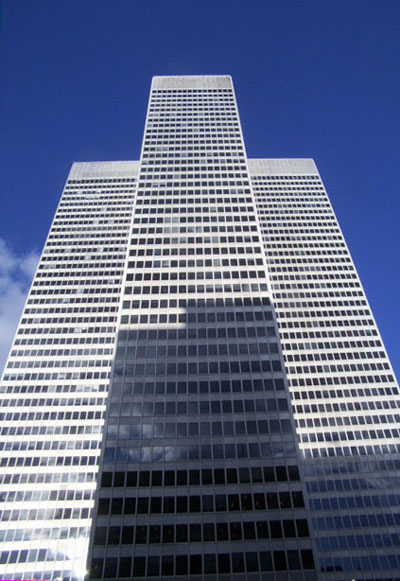
1, place Ville-Marie, 1959-1962, Ieoh Ming Pei
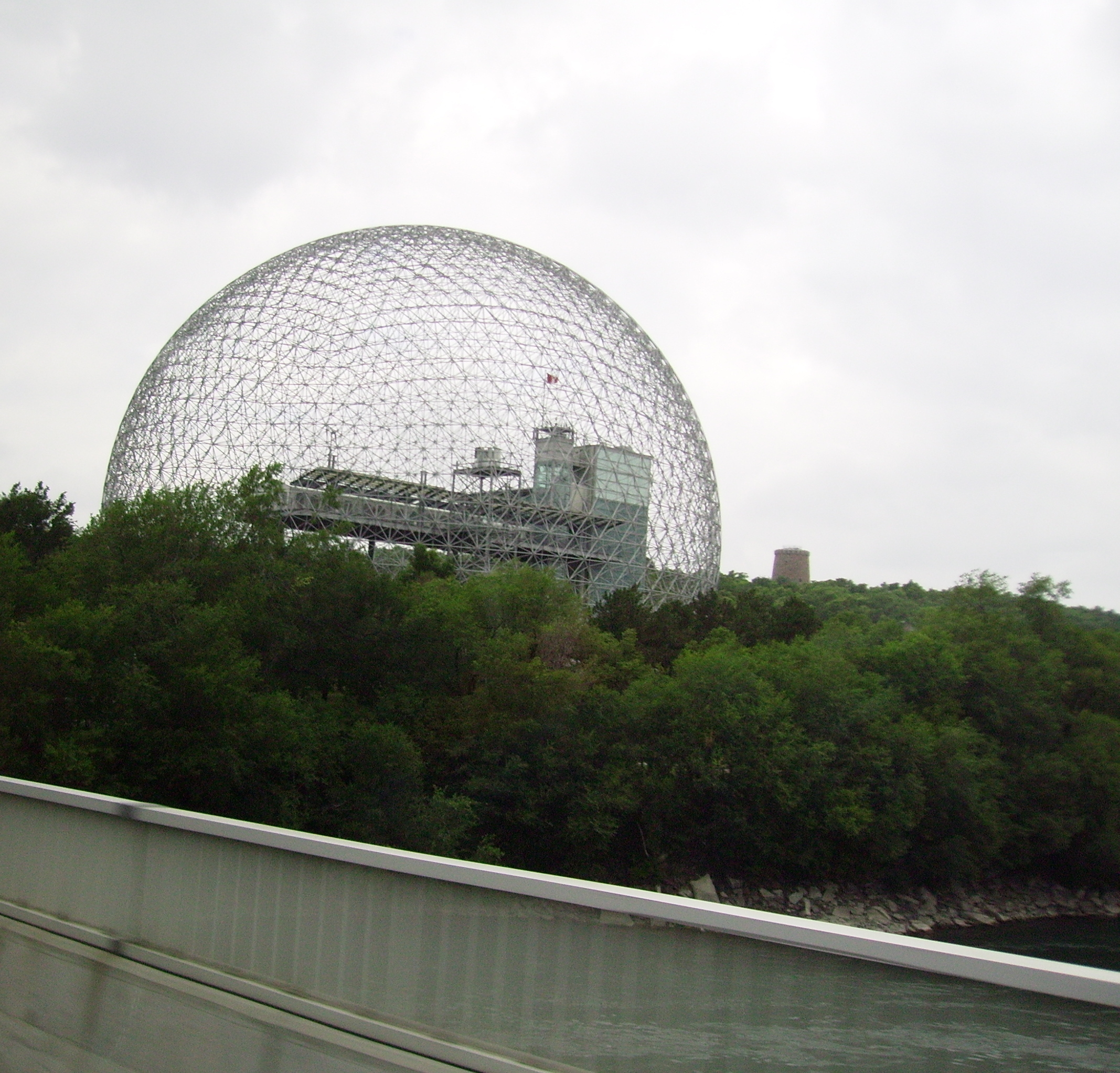
Biosphère, Île Sainte-Hélène, 1966, Buckminster Fuller
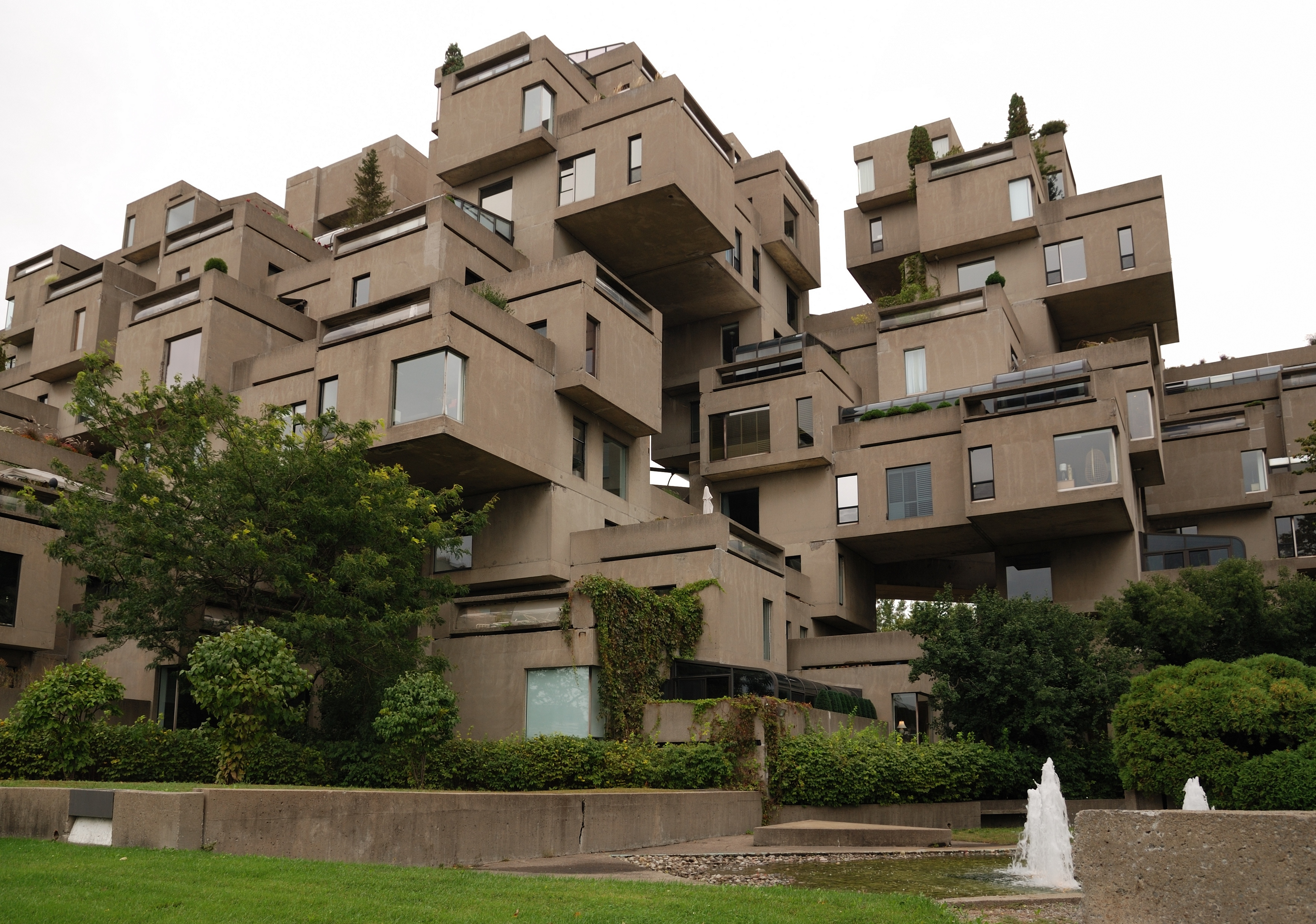
Habitat 67, 1967, Moshe Safdie
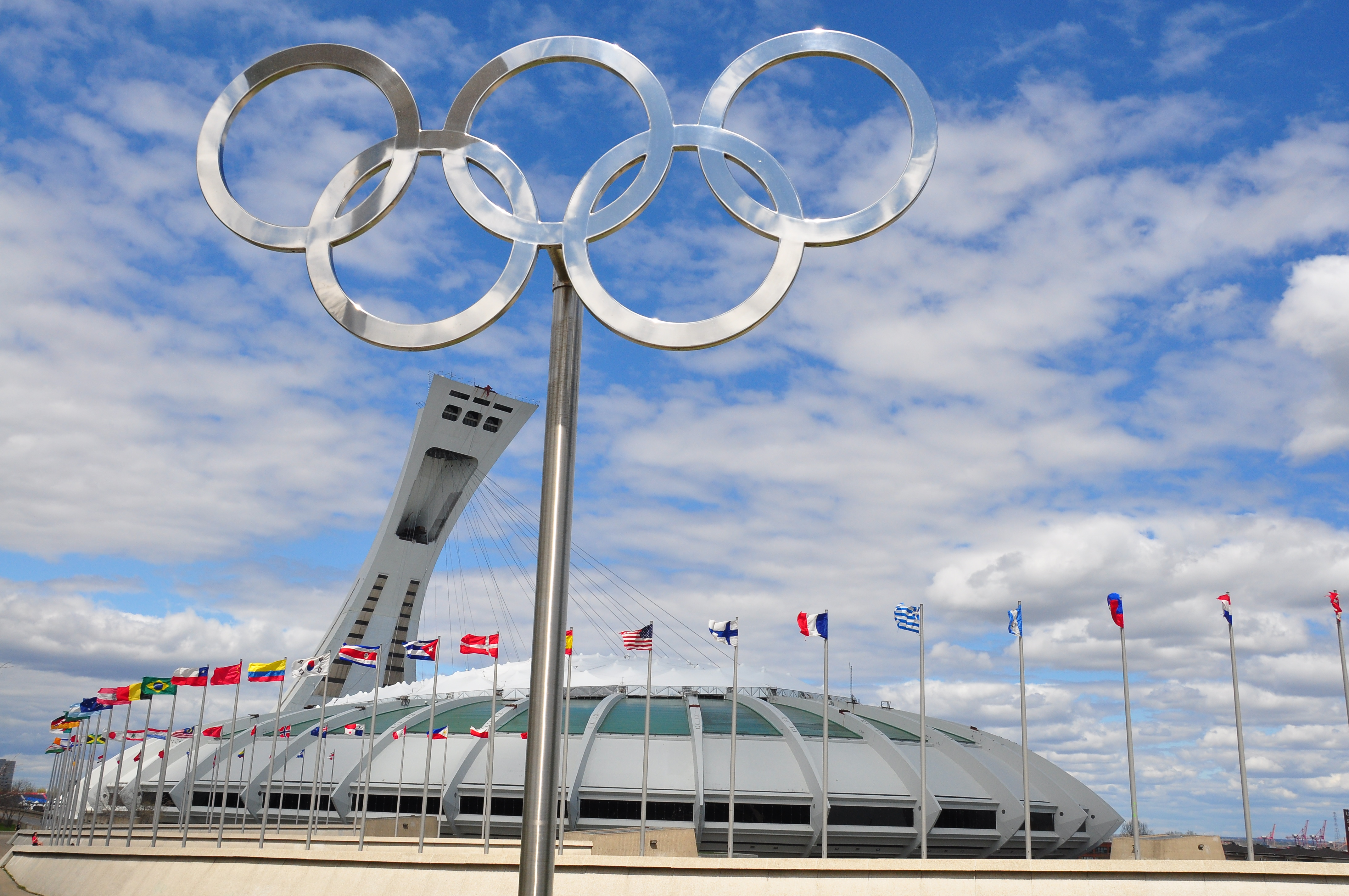
Stade olympique, 1976, Roger Taillibert
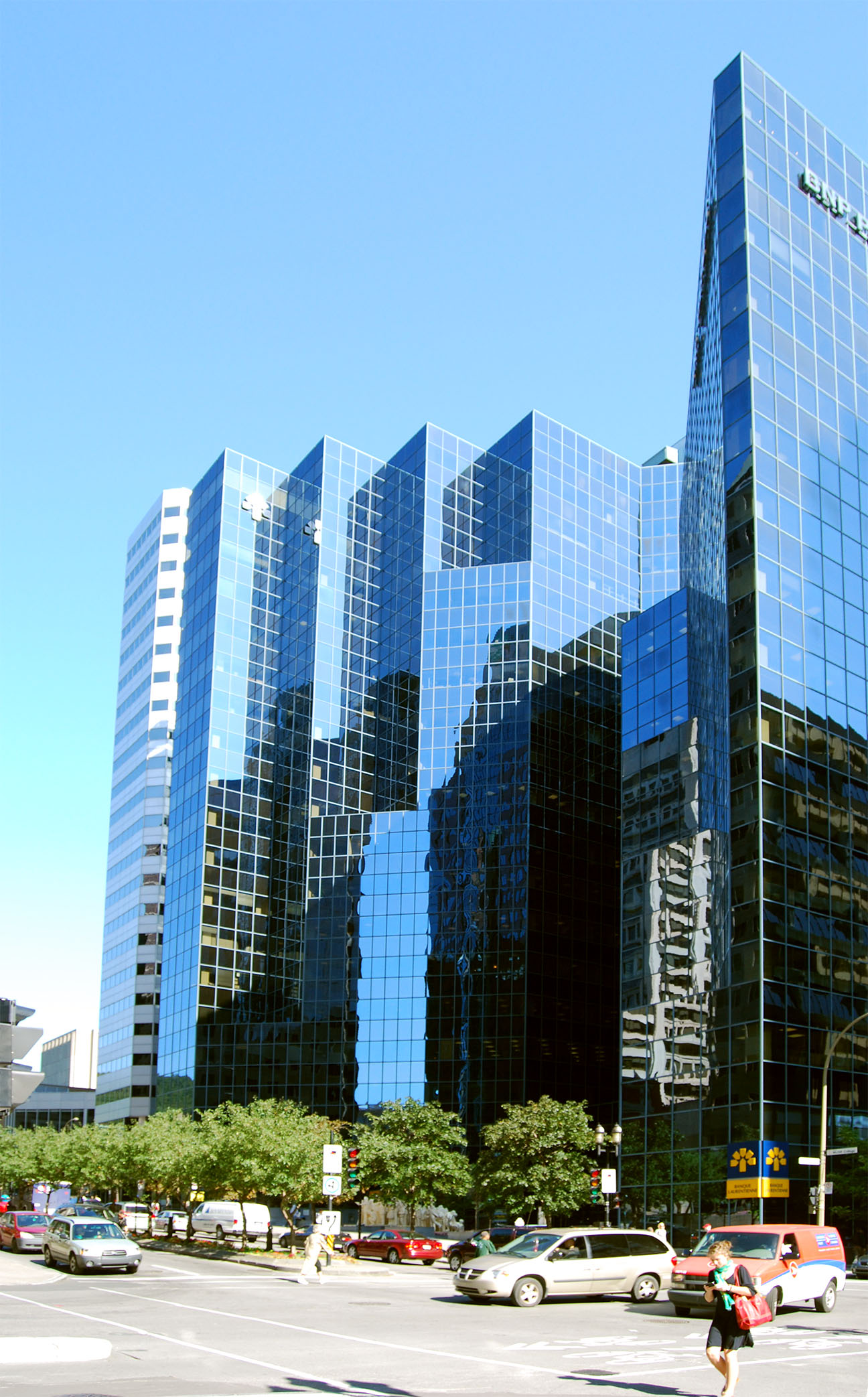
Édifice BNP, 1981, Webb, Zerafa, Menkès, Housden Partnership
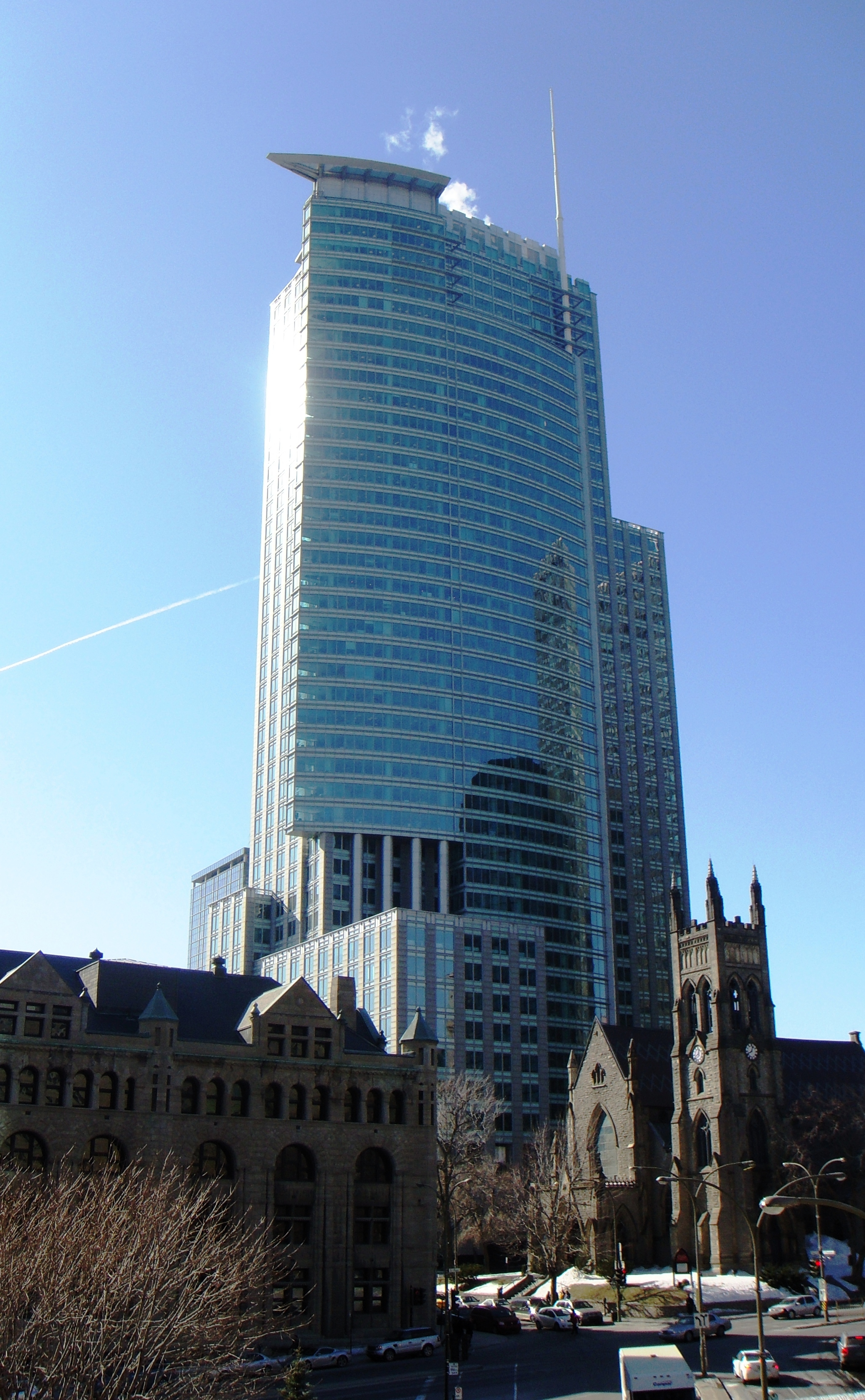
Tour IBM-Marathon, 1988-1991, Kohn Pedersen, Fox
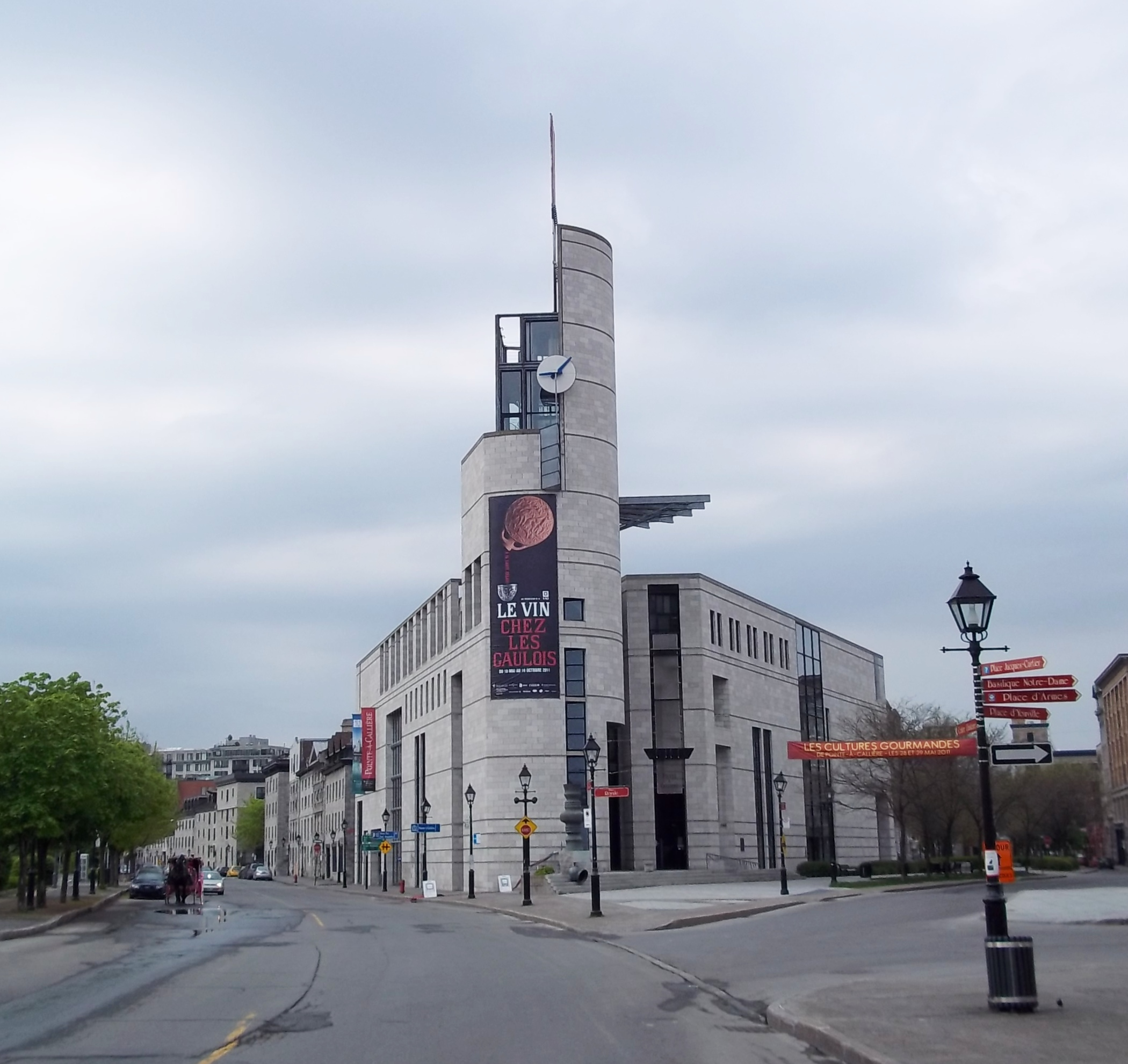
Musée de la Pointe-à-Callière, 1992, Dan Hanganu
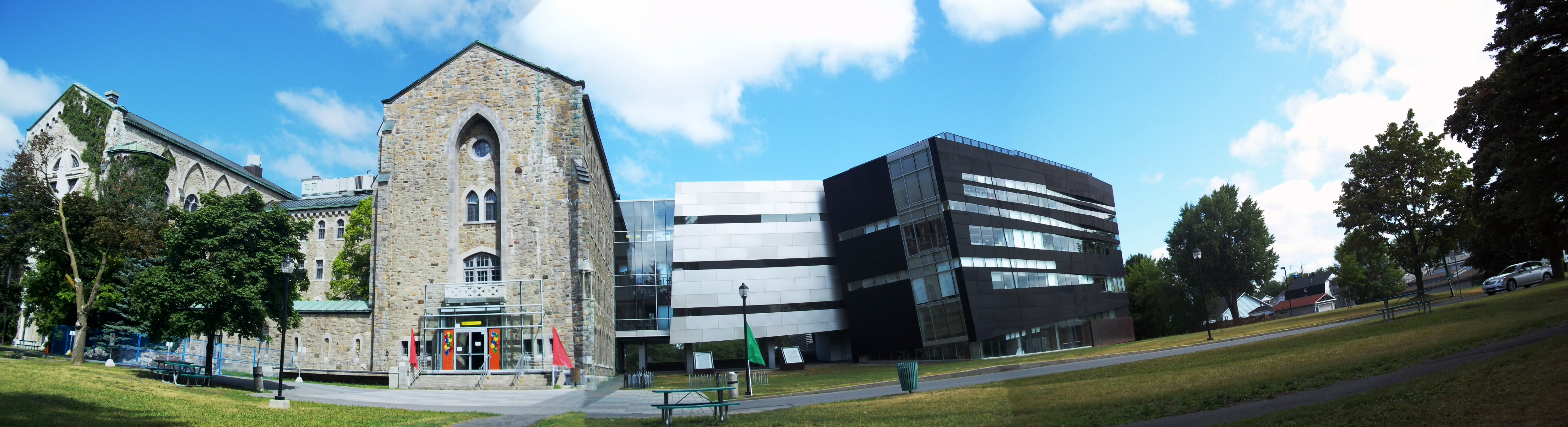
Cégep Gérald-Godin, 2000, Saucier, Perrotte
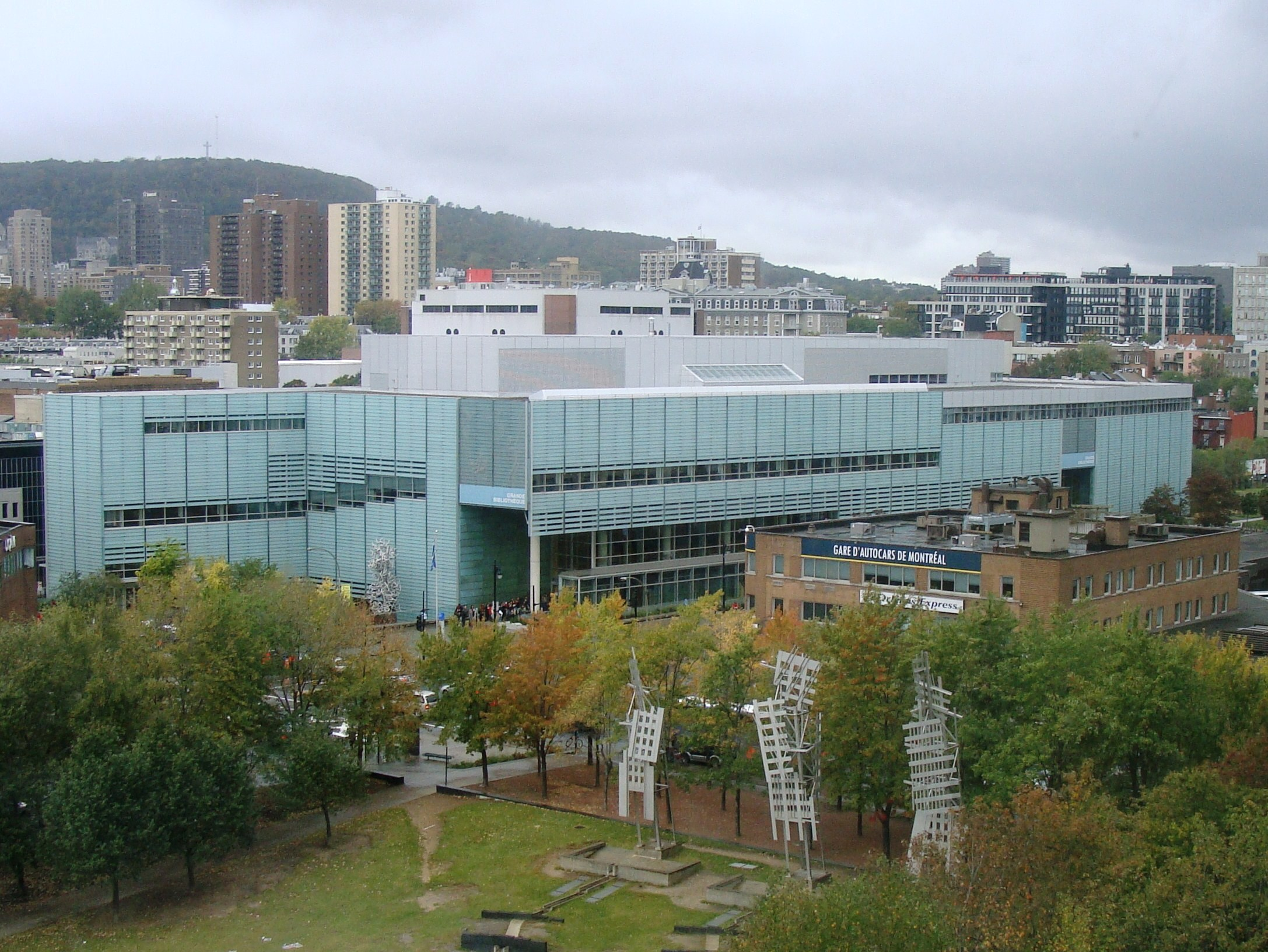
Grande Bibliothèque, 2005, Patkau/Croft-Pelletier/Gilles Guité/Menkès Shooner Dagenais

## Ouvrages cités
- Michèle Benoît et Roger Gratton, Pignon sur rue : Les quartiers de Montréal, Montréal, Guérin littérature, 1991, 2e éd., 393 p. (ISBN 978-2-7601-2494-3)
- Jean-Claude Marsan, Montréal, une esquisse du futur, Québec, Institut québécois de recherche sur la culture, 1982, 322 p. (ISBN 978-2-89224-034-4)
- François Rémillard et Brian Merrett, L'architecture de Montréal : Guide des styles et des bâtiments, Sainte-Adèle, Qc, Éditions Café Crème, 2007, 240 p. (ISBN 978-2-923644-00-4)
- Les 25 [i.e., Vingt-cinq] ans [i.e., 1969-1994] de l'Office municipal d'Habitation de Montréal, [Montréal, 1994 ou 1995], 22, [1] p. en grand format luxueux, amplement ill. de photos (sans ISBN)